# Організація авіаційної промисловості Ірану
Організація авіаційної промисловості Ірану (ОАПІ) (перс. سازمان صنایع هوایی ایران, Sazman-e Sânai'-ye Havaii-ye Iran), також відома як Організація аерокосмічної промисловості — державна корпорація Ірану, створена в 1966 році з метою планування, контролю та управління цивільною та військовою авіаційною промисловістю Ірану. Організація аерокосмічної промисловості виступає як OEM, безпосередньо виробляючи літаки та аерокосмічну продукцію, так і конгломератом, що об'єднує інші державні авіаційні корпорації країни.
На даний час ОАПІ відповідає за керівництво цими авіаційними організаціями: SAHA, HESA, PANHA, Цивільна авіаційна промисловість. Ці організації відіграють різні і взаємодоповнюючі ролі в аерокосмічній та цивільній авіації Ірану. 
Іранська компанія з підтримки та оновлення вертольотів (IHSRC), або PANHA, була створена в 1969 році, Іранська авіаційна промисловість — в 1970 році, а Іранська корпорація авіабудівної промисловості (IAMI), також відома під перською абревіатурою HESA, - в 1974 році. Дві інші важливі компанії, Організація авіаційної промисловості Збройних сил Ірану (також відома як Організація авіаційної промисловості Збройних сил Ірану (IAFAIO)) і Дослідницький центр авіаційної промисловості компанії Qods, були створені на початку 1980-х років.
Штаб-квартира компанії розташована в передмісті Тегерану Лавізан і нараховує понад 10 000 працівників на 13 основних заводах. На додаток до своєї аерокосмічної діяльності, ОАПІ бере активну участь в іранській програмі балістичних ракет. 

## Огляд
ОАПІ виступає в ролі розробника політики і координатора з метою сприяння розвитку місцевої іранської авіаційної промисловості, надаючи і допомагаючи іранським авіаційним підприємствам необхідними технологіями, знаннями і комплектуючими виробами.
Авіаційна промисловість Ірану робить швидкі кроки вперед. Про це свідчить перший політ винищувача «Азарахш» (англ. Azarakhsh) та винищувача «Саекех» (англ. Saeqeh) власної розробки та виробництва Ірану, а також перехід до серійного виробництва та запуску в експлуатацію гелікоптерів, турбогвинтових та пасажирських літаків. Іран також виготовив перший на Близькому Сході симулятор літака Boeing 737-800 . З населенням 81 мільйон, Ірану необхідно мати 6300 літаків, в той час як він має не більше дев'яти літаків на кожен мільйон осіб. 

## Юридичні питання
У 2006 році компанія Textron подала позов проти ОАПІ за виробництво підробок шести типів її вертольотів Bell без ліцензій, тим самим використовуючи комерційну таємницю та запатентовані конструкції без дозволу, і вимагала компенсації за завдані збитки. В іншому позові (Bell Helicopter Textron Inc. проти Ісламської Республіки Іран, справа № 06cv1694, в Окружному суді США округу Колумбія), поданому Іраном проти Textron раніше, Іран вимагав відшкодування збитків за невиконані контракти, укладені ще до революції. Зрештою Textron відправила п'ять комерційних вертольотів до Ірану на додаток до надання запасних частин і навчання в 1994 році для врегулювання суперечки.
Влітку 2010 року Іран звернувся до США з проханням поставити 80-й F-14, який він придбав у 1974 році, але після Ісламської революції в постачанні було відмовлено.